# フランソワ・リンデマン
フランソワ・リンデマン（François Lindemann、1950年9月17日 - ）は、スイスのピアニスト兼作曲家。

## 略歴
スイス・ローザンヌ出身。7名のピアニストによるピアノ・アンサンブル「ピアノセブン」の創設者である。ピアノセブンをはじめ彼が結成したピアノデュオやリンデマン・トリオ、クインテット、ウッドベース2台にタブラ、ウード、ピアノ、ドラムからなる「Nu Bass」というセクステットなどさまざまなグループのために作曲を行っている。

### ジャンル・音楽的特徴
ジャンルはクラシックとジャズ、様々な国の音楽要素を取り入れた現代音楽。ローザンヌ高等音楽院でクラシックを学んだ後、ジョン・コルトレーンなどの1960年代フリー・ジャズ・ムーブメントに強い関心を持つようになり独学でジャズを学ぶ。CM4というカルテットを結成。1974年からフランスやスイスのフェスティバルやクラブで演奏を始める。

### モントルー・ジャズ・フェスティバルからの成功
1975年7月世界最大級のジャズ・フェスティバルであるモントルー・ジャズ・フェスティバルに初出演。この演奏を収録したアルバムはスペインでゴールドディスク賞を獲得する。1985年にクインテット、1989年にオクテットを作りグループの作曲家兼リーダーとして活動。アメリカのフェスティバルにも出演しダニエル・ユメール（スイス・ドラム）、カーラ・ブレイ（米・ピアノ）、ウディ・ショウ（米・トランペット）、ロビン・ユーバンクス（米・トロンボーン）、スティーヴ・スワロウ（米・ベース）、カーティス・フラー（米・トロンボーン）、グレイシャン・モンカー（米・トロンボーン）、エディ・ヘンダーソン（米・トランペット）、アルヴィン・クィーン（米・ドラム）、ロングイーンウー・パーソンズ（仏・トランペット）、エリック・トラファズ（スイス・トランペット）らと共演。国際的に知られるようになる。

### セバスチャン・サンタ・マリアとの共演とピアノセブンの結成
ソロ・ピアニストとしても活動する一方、1981年にピアニストのセバスチャン・サンタ・マリア（チリ/スイス)とともにピアノ・デュオとして活動をスタート。デュオは大きな成功をおさめフランスとスイスのジャズ・シーンを大きく結びつけることとなった。1986年にはセバスチャン・サンタ・マリアとともに7名のピアニストによるアンサンブル「ピアノセブン」へと発展させる。7台のピアノとパーカッションが奏でるユニークな演奏は多くの支持を集めヨーロッパはもとよりエジプト、レバノン、中国、タイ、シンガポール、台湾、ベトナムなどおよそ200回にわたる公演が行われている。またソロとしてプロジェクト・ゴングスに参加しタイ各地で公演を行った。

### 現代音楽への取り組み
1997年にスイス・ヴォー州文化財団アーティスティック・クリエーション音楽部門大賞を受賞。モダンバレエ・カンパニーや舞台の劇中曲のための楽曲にも従事。世界の民族音楽の要素（特に東南アジアのもの）を積極的に取り入れる試みを続けている。1998年と1999年にジャズとタイの伝統音楽及び舞踏を融合させたコンサートをスイスとフランスで行った。モントルージャズではその姿勢を『ELPトリオで演奏するにしても、デュオのかたわれとしてでも、ソロ演奏の時、さらにはクインテットとしてでさえ、リンデマンは常に好奇心旺盛で現代音楽の多くの側面を日々探求し続ける強い意欲をもっている』と評している。
ローザンヌのエッフェル・デ・ジャズ・デ・ミュジーク・アクテュエル（EJMA）で教鞭を執り、様々な音楽プロジェクトを続け2018年には自身のこれまでの活動とローザンヌのジャズの歴史について語った本『ジャズを通じて～ローザンヌ-1950年～現在まで』を出版した。 

## ピアノセブンとリンデマンに関しての批評
「今まで誰もしたことないようなクレージーさ。即興に満ち溢れているが同時に非常に緻密で稀有、そしてスリリング。彼らは信じられないことにそれを30年も続けている。すべての夢が叶わないわけではないと我々に思わせてくれる。スイスにそんな感情と軌跡を与えてくれたことに関してフランソワ・リンデマンとピアノセブンに感謝してもしきれない」（「スイス・トリビューン・ド・ジュネーブ新聞」2017年3月5日付）

## モントルー・ジャズ・フェスティバルへの出演歴[12]
- 1975年 カルテットCM4（初演）
- 1979年 CM5
- 1982年 セバスチャン・サンタ・マリアとのデュオ
- 1991年 ソロ
- 1993年 ソロ
- 1996年 ピアノセブン
- 2013年 総勢49名の著名なアーティストが特別参加したユニット「ファンキー・クラウド」
- 2014年 フランソワ・リンデマン・カルテット
- 2016年 Nu Bassクインテット

## ディスコグラフィ

### リーダー・アルバム
- Liive in Montreux 75 (1975年、Evasion Disques) ※with J.L.Baribier、O. Magnenat、O.Clerc
- Different Masks (1989年、Plainisphare) ※François Lindemann Octet名義
- Montreux Jazz & Swiss Movement, Live in U.S.A. (1992年、Evasion) ※François Lindemann Octet名義
- Solo (1994年、TCB Records)
- Thai. Jazz & Musique traditionnelle thaïlandaise (2000年、Amori) ※with Bänz Oester
- Thai (2000年、Amori) ※with Tewan
- Formats (2000年、TCB Records)
- 7 Pianos And Percussion (2000年、TCB Records)
- ELP (2003年、Unit Records) ※with Ehinger、Pitteloud
- Concert À La Collection De L'Art Brut (2007年、Le PArti De L'Art Brut) ※ライブ・アルバム with Francioli、Bourquin
- Friends Friends Friends (2012年、TCB Records)
- Nu Bass (2017年、TCB Records) ※Nu Bass名義

### フランソワ・リンデマン&セバスチャン・サンタ・マリア
- Piano-Duo (1982年、Plainisphare)
- Piano-Duo (1983年、Plainisphare) ※上記アルバムとは別内容
- Piano-duo Inédits (1989年、Plainisphare)